# Városi Szemle
A Városi Szemle 1908 és 1948 között megjelent várostudományi folyóirat.
Alapító szerkesztője Harrer Ferenc várospolitikus volt, aki a lap első időszakában, 1918-ig szerkesztője volt annak. 1918-tól 1926-ig megjelenése szünetelt. Az újraindulás után Illyefalvi I. Lajos és Lamotte Károly szerkesztette.
Elsősorban a főváros életével és fejlesztésével kapcsolatos tanulmányokat tartalmazott, de sok írása nem kötődött Budapesthez, más magyarországi városokról szólt. Közigazgatási, építési, közlekedési, egészségügyi és szociális kérdéseket dolgozott fel, később főként közigazgatási és statisztikai közleményeket tartalmazott.